# Список матчів ФК «Зоря» (Луганськ) у єврокубкових турнірах
Список матчів футбольного клубу «Зоря» (Луганськ) у єврокубкових турнірах містить перелік усіх ігор під егідою УЄФА, проведених «Зорею» протягом історії свого існування. За свою історію футбольний клуб «Зоря» провів 11 повних єврокубкових сезони: у сезоні 1973—1974 років «Зоря» брала участь у Кубку європейських чемпіонів; у сезонах 2014—2015,  2015—2016, 2016—2017, 2017-18, 2018-19, 2019.20, 2020-21 2021-22— у Лізі Європи УЄФА; у сезонах 2021-22, 2022-23 - у Лізі конференцій. Загалом, у європейських клубних турнірах «Зоря» зіграла 52 матчі, 17 з яких виграла, 11 звела у нічию та 24 програла з загальною різницею забитих і пропущених м'ячів 55-74.

## Матчі
| #                          | Дата       | Турнір                          | Місце          | Стадіон                             | Суперник                   | Рахунок | В складі Металіста голи забили |
| -------------------------- | ---------- | ------------------------------- | -------------- | ----------------------------------- | -------------------------- | ------- | ------------------------------ |
| Тренер — Всеволод Блінков  |            |                                 |                |                                     |                            |         |                                |
| 01                         | 19-09-1973 | КЄЧ, 1-й раунд                  | СРСР           | «Авангард», Ворошиловград           | «АПОЕЛ»                    | 2:0     | Білоусов, Кузнецов             |
| 02                         | 03-10-1973 | КЄЧ, 1-й раунд                  | Кіпр           | «ГСП», Нікосія                      | «АПОЕЛ»                    | 1:0     | Куксов                         |
| 03                         | 24-10-1973 | КЄЧ, 2-й раунд                  | Чехословаччина | «Спартак», Трнава                   | «Спартак» Трнава           | 0:0     |                                |
| 04                         | 07-11-1973 | КЄЧ, 2-й раунд                  | СРСР           | «Авангард», Ворошиловград           | «Спартак» Трнава           | 0:1     |                                |
| Тренер — Юрій Вернидуб     |            |                                 |                |                                     |                            |         |                                |
| 05                         | 17-07-2014 | Ліга Європи, 2-й кв. раунд      | Албанія        | «Лачі», Лачі                        | «Лачі»                     | 3:0     | Шета (аг), Любенович, Болі     |
| 06                         | 24-07-2014 | Ліга Європи, 2-й кв. раунд      | Україна        | «Оболонь-Арена», Київ               | «Лачі»                     | 2:1     | Ігнатьєвич, Будківський,       |
| 07                         | 31-07-2014 | Ліга Європи, 3-й кв. раунд      | Україна        | «Динамо» ім. В. Лобановського, Київ | «Молде»                    | 1:1     | Каменюка                       |
| 08                         | 07-08-2014 | Ліга Європи, 3-й кв. раунд      | Норвегія       | «Акер», Молде                       | «Молде»                    | 2:1     | Каменюка, Форрен (аг)          |
| 09                         | 21-08-2014 | Ліга Європи, раунд плей-оф      | Україна        | «Динамо» ім. В. Лобановського, Київ | «Феєнорд»                  | 1:1     | Білий                          |
| 10                         | 28-08-2014 | Ліга Європи, раунд плей-оф      | Нідерланди     | «Феєнорд», Роттердам                | «Феєнорд»                  | 3:4     | Маліновський-2, Білий          |
| 11                         | 30-07-2015 | Ліга Європи, 3-й кв. раунд      | Бельгія        | «Паї-де-Шарлеруа», Шарлеруа         | «Шарлеруа»                 | 2:0     | Маліновський-2                 |
| 12                         | 06-08-2015 | Ліга Європи, 3-й кв. раунд      | Україна        | «Динамо» ім. В. Лобановського, Київ | «Шарлеруа»                 | 3:0     | Любенович-2, Маліновський      |
| 13                         | 20-08-2015 | Ліга Європи, раунд плей-оф      | Україна        | «Динамо» ім. В. Лобановського, Київ | «Легія»                    | 0:1     |                                |
| 14                         | 27-08-2015 | Ліга Європи, раунд плей-оф      | Польща         | «Війська Польського», Варшава       | «Легія»                    | 2:3     | Хомченовський, Любенович       |
| 15                         | 15-09-2016 | Ліга Європи, група              | Україна        | «Чорноморець», Одеса                | «Фенербахче»               | 1:1     | Гречишкін                      |
| 16                         | 29-09-2016 | Ліга Європи, група              | Англія         | «Олд Траффорд», Манчестер           | «Манчестер Юнайтед»        | 0:1     |                                |
| 17                         | 20-10-2016 | Ліга Європи, група              | Нідерланди     | «Феєнорд», Роттердам                | «Феєнорд»                  | 0:1     |                                |
| 18                         | 03-11-2016 | Ліга Європи, група              | Україна        | «Чорноморець», Одеса                | «Феєнорд»                  | 1:1     | Форстер                        |
| 19                         | 24-11-2016 | Ліга Європи, група              | Туреччина      | «Шюкрю Сараджоглу», Стамбул         | «Фенербахче»               | 0:2     |                                |
| 20                         | 08-12-2016 | Ліга Європи, група              | Україна        | «Чорноморець», Одеса                | «Манчестер Юнайтед»        | 0:2     |                                |
| 21                         | 14-09-2017 | Ліга Європи, група              | Україна        | «Арена Львів», Львів                | «Естерсунд»                | 0:2     |                                |
| 22                         | 28-09-2017 | Ліга Європи, група              | Іспанія        | «Сан-Мамес», Більбао                | «Атлетік»                  | 1:0     | Харатін                        |
| 23                         | 19-10-2017 | Ліга Європи, група              | Україна        | «Арена Львів», Львів                | «Герта»                    | 2:1     | Сілас, Сваток                  |
| 24                         | 02-11-2017 | Ліга Європи, група              | Німеччина      | «Олімпіаштадіон», Берлін            | «Герта»                    | 0:2     |                                |
| 25                         | 23-11-2017 | Ліга Європи, група              | Швеція         | «Ємткрафт Арена», Естерсунд         | «Естерсунд»                | 0:2     |                                |
| 26                         | 07-12-2017 | Ліга Європи, група              | Україна        | «Арена Львів», Львів                | «Атлетік»                  | 0:2     |                                |
| 27                         | 09-08-2018 | Ліга Європи, 3-й кв. раунд      | Україна        | «Славутич-Арена», Запоріжжя         | «Брага»                    | 1:1     | Караваєв                       |
| 28                         | 16-08-2018 | Ліга Європи, 3-й кв. раунд      | Португалія     | «Муніципальний стадіон», Брага      | «Брага»                    | 2:2     | Ратао, Караваєв                |
| 29                         | 23-08-2018 | Ліга Європи, раунд плей-оф      | Україна        | «Славутич-Арена», Запоріжжя         | «РБ Лейпциг»               | 0:0     |                                |
| 30                         | 30-08-2018 | Ліга Європи, раунд плей-оф      | Німеччина      | «РБ Арена», Лейпциг                 | «РБ Лейпциг»               | 2:3     | Ратао, Гордієнко               |
| Тренер — Віктор Скрипник   |            |                                 |                |                                     |                            |         |                                |
| 31                         | 25-07-2019 | Ліга Європи, 2-й кв. раунд      | Чорногорія     | «Міський стадіон», Подгориця        | «Будучност»                | 3:1     | Громов-2, Арвеладзе            |
| 32                         | 01-08-2019 | Ліга Європи, 2-й кв. раунд      | Україна        | «Славутич-Арена», Запоріжжя         | «Будучност»                | 1:0     | Громов                         |
| 33                         | 08-08-2019 | Ліга Європи, 3-й кв. раунд      | Болгарія       | «Васил Левський», Софія             | «ЦСКА» Софія               | 1:1     | Юрченко                        |
| 34                         | 15-08-2019 | Ліга Європи, 3-й кв. раунд      | Україна        | «Славутич-Арена», Запоріжжя         | «ЦСКА» Софія               | 1:0     | Русин                          |
| 35                         | 22-08-2019 | Ліга Європи, раунд плей-оф      | Іспанія        | «Корнелья-Ель Прат», Барселона      | «Еспаньйол»                | 1:3     | Кочергін                       |
| 36                         | 29-08-2019 | Ліга Європи, раунд плей-оф      | Україна        | «Славутич-Арена», Запоріжжя         | «Еспаньйол»                | 2:2     | Лєднєв, Русин                  |
| 37                         | 22-10-2020 | Ліга Європи, група              | Англія         | «Кінг Павер», Лестер                | «Лестер Сіті»              | 0:3     |                                |
| 38                         | 29-10-2020 | Ліга Європи, група              | Україна        | «Славутич-Арена», Запоріжжя         | «Брага»                    | 1:2     | Іванісеня                      |
| 39                         | 05-11-2020 | Ліга Європи, група              | Україна        | «Славутич-Арена», Запоріжжя         | «АЕК»                      | 1:4     | Кочергін                       |
| 40                         | 26-11-2020 | Ліга Європи, група              | Греція         | «Олімпійський стадіон», Афіни       | «АЕК»                      | 3:0     | Громов, Кабаєв, Юрченко        |
| 41                         | 03-12-2020 | Ліга Європи, група              | Україна        | «Славутич-Арена», Запоріжжя         | «Лестер Сіті»              | 1:0     | Сайядманеш                     |
| 42                         | 03-12-2020 | Ліга Європи, група              | Португалія     | «Муніципальний стадіон», Брага      | «Брага»                    | 0:2     |                                |
| 43                         | 19-08-2021 | Ліга Європи, раунд плей-оф      | Австрія        | «Альянцштадіон», Відень             | «Рапід»                    | 0:3     |                                |
| 44                         | 26-08-2021 | Ліга Європи, раунд плей-оф      | Україна        | «Славутич-Арена», Запоріжжя         | «Рапід»                    | 2:3     | Гладкий, Захеді                |
| 45                         | 16-09-2021 | Ліга конференцій, група         | Норвегія       | «Аспміра», Буде                     | «Буде-Глімт»               | 1:3     | Громов                         |
| 46                         | 30-09-2021 | Ліга конференцій, група         | Україна        | «Славутич-Арена», Запоріжжя         | «Рома»                     | 0:3     |                                |
| 47                         | 21-10-2021 | Ліга конференцій, група         | Болгарія       | «Васил Левський», Софія             | «ЦСКА» Софія               | 1:0     | Сайядманеш                     |
| 48                         | 04-11-2021 | Ліга конференцій, група         | Україна        | «Славутич-Арена», Запоріжжя         | «ЦСКА» Софія               | 2:0     | Захеді, Сайядманеш             |
| 49                         | 25-11-2021 | Ліга конференцій, група         | Італія         | «Олімпійський стадіон», Рим         | «Рома»                     | 0:4     |                                |
| 50                         | 09-12-2021 | Ліга конференцій, група         | Україна        | «Славутич-Арена», Запоріжжя         | «Буде-Глімт»               | 1:1     |                                |
| Тренер — Патрік ван Леувен |            |                                 |                |                                     |                            |         |                                |
| 51                         | 04-08-2022 | Ліга конференцій, раунд плей-оф |                | Arena Lublin, Люблін                | «Університатя»             | 1:0     | Нагнойний                      |
| 52                         | 11-08-2022 | Ліга конференцій, раунд плей-оф |                | «Йон Облеменко», Крайова            | «Університатя»             | 0:3     |                                |
| Тренер — Ненад Лалатович   |            |                                 |                |                                     |                            |         |                                |
| 53                         | 24-08-23   | Ліга Європи, раунд плей-оф      |                | Eden Arena, Прага                   | «Славія»                   | 0:2     |                                |
| 54                         | 31-08-23   | Ліга Європи, раунд плей-оф      |                | Arena Lublin, Люблін                | «Славія»                   | 2:1     | Алефіренко, Антюх              |
| 55                         | 21-09-23   | Ліга конференцій, група         |                | Arena Lublin, Люблін                | «Гент»                     | 1:1     | Герреро                        |
| 56                         | 05-10-23   | Ліга конференцій, група         |                | Laugardalsvöllur, Рейкявік          | «Брейдаблік»               | 1:0     | Горбач                         |
| 57                         | 09.11.23   | Ліга конференцій, група         |                | Arena Lublin, Люблін                | «Маккабі» (Тель-Авів–Яффа) | 1:3     | Алефіренко                     |
| 58                         | 25.11.23   | Ліга конференцій, група         |                | TSC Arena, Бачка Топола             | «Маккабі» (Тель-Авів–Яффа) | 2:3     | Герреро, Горбач                |
| 59                         | 30-11-23   | Ліга конференцій, група         |                | KAA Gent Arena, Гент                | «Гент»                     | 1:4     | Нагнойний                      |
| 60                         | 14-12.23   | Ліга конференцій, група         |                | Arena Lublin, Люблін                | «Брейдаблік»               | 4:0     | Герреро, Авто, Мічин, Горбач   |

## Список суперників Зорі у єврокубкових турнірах
Нижче наведений список усіх суперників луганської «Зорі» у турнірах під егідою УЄФА, поданих по державах у алфавітному порядку, рахунки та роки матчів. Відсоток набраних очок подано із розрахунку 2 за перемогу, 1 за нічию і 0 за поразку.
| Країна         | Клуб                | Кількість матчів | Результати матчів                | % набраних очок |
| -------------- | ------------------- | ---------------- | -------------------------------- | --------------- |
| Австрія        | «Рапід»             | 2                | 0:3, 2:3 — 2021                  | 0               |
| Албанія        | «Лачі»              | 2                | 3:0, 2:1 — 2014                  | 100             |
| Англія         | «Лестер Сіті»       | 2                | 0:3, 1:0 — 2020                  | 50              |
| Англія         | «Манчестер Юнайтед» | 2                | 0:1, 0:2 — 2016                  | 0               |
| Бельгія        | «Шарлеруа»          | 2                | 2:0, 3:0 — 2015                  | 100             |
| Бельгія        | «Гент»              | 2                | 1:1, 1:4 — 2023                  | 25              |
| Болгарія       | ЦСКА                | 4                | 1:1, 1:0 — 2019; 1:0, 2:0 — 2021 | 88              |
| Греція         | «АЕК»               | 2                | 1:4, 3:0 — 2020                  | 50              |
| Іспанія        | «Атлетік»           | 2                | 1:0, 0:2 — 2017                  | 50              |
| Іспанія        | «Еспаньйол»         | 2                | 1:3, 2:2 — 2019                  | 25              |
| Італія         | «Рома»              | 2                | 0:3, 0:4 — 2021                  | 0               |
| Кіпр           | «АПОЕЛ»             | 2                | 2:1, 1:0 — 1973                  | 100             |
| Нідерланди     | «Феєнорд»           | 4                | 1:1, 3:4 — 2014; 0:1, 1:1 — 2016 | 25              |
| Німеччина      | «Герта»             | 2                | 2:1, 0:2 — 2017                  | 50              |
| Німеччина      | «РБ Лейпциг»        | 2                | 0:0, 2:3 — 2018                  | 25              |
| Норвегія       | «Буде-Глімт»        | 2                | 1:3, 1:1 — 2021                  | 0               |
| Норвегія       | «Молде»             | 2                | 1:1, 2:1 — 2014                  | 75              |
| Польща         | «Легія»             | 2                | 0:1, 2:3 — 2015                  | 0               |
| Португалія     | «Брага»             | 4                | 1:1, 2:2 — 2018; 1:2, 0:2 — 2021 | 25              |
| Румунія        | «Університатя»      | 2                | 1:0, 0:3 - 2022                  | 50              |
| Туреччина      | «Фенербахче»        | 2                | 1:1, 0:2 — 2016                  | 25              |
| Чехословаччина | «Спартак» Трнава    | 2                | 0:0, 0:1 — 1973                  | 25              |
| Чорногорія     | «Будучност»         | 2                | 3:1, 1:0 — 2019                  | 100             |
| Швеція         | «Естерсунд»         | 2                | 0:2, 0:2 — 2019                  | 0               |

## Статистика матчів Зорі у єврокубкових турнірах
| Турнір                       | Сезонів | Ігор | Перемог | Нічиїх | Поразок | З  | П  | Р   | %Перемог |
| ---------------------------- | ------- | ---- | ------- | ------ | ------- | -- | -- | --- | -------- |
| Кубок європейських чемпіонів | 1       | 4    | 2       | 1      | 1       | 3  | 1  | +2  | 50.00    |
| Ліга Європи УЄФА             | 8       | 40   | 12      | 9      | 19      | 46 | 59 | -13 | 30.00    |
| Ліга конференцій УЄФА        | 2       | 8    | 3       | 1      | 4       | 6  | 14 | -8  | 40.00    |
| Загалом                      | 11      | 52   | 17      | 11     | 24      | 55 | 74 | -19 | 32.65    |

## Найкращі бомбардири Зорі в єврокубках
У списку представлені футболісти, які у турнірах під егідою УЄФА забили за луганську «Зорю» 2 і більше м'ячів. Виділені футболісти, які продовжують виступи у складі «Зорі».
| № | Ім'я                | КЧ (ЛЧ) | КУЄФА (ЛЄ) | ЛК | Всього |
| - | ------------------- | ------- | ---------- | -- | ------ |
| 1 | Руслан Маліновський | 0       | 6          | 0  | 6      |
| 2 | Артем Громов        | 0       | 4          | 1  | 5      |
| 3 | Желько Любенович    | 0       | 4          | 0  | 4      |
| 4 | Аллах'яр Сайядманеш | 0       | 1          | 2  | 3      |
| 4 | Ігор Горбач         | 0       | 0          | 3  | 3      |
| 4 | Едуардо Герреро     | 0       | 0          | 3  | 3      |
| 5 | Даниїл Алефіренко   | 0       | 1          | 1  | 2      |
| 5 | Денис Нагнойний     | 0       | 0          | 2  | 2      |
| 5 | Микита Каменюка     | 0       | 2          | 0  | 2      |
| 5 | Максим Білий        | 0       | 2          | 0  | 2      |
| 5 | Олександр Караваєв  | 0       | 2          | 0  | 2      |
| 5 | Рафаел Ратао        | 0       | 2          | 0  | 2      |
| 5 | Назарій Русин       | 0       | 2          | 0  | 2      |
| 5 | Владислав Кочергін  | 0       | 2          | 0  | 2      |
| 5 | Владлен Юрченко     | 0       | 2          | 0  | 2      |
| 5 | Шахаб Захеді        | 0       | 0          | 2  | 2      |